# Мантіс (фільм)
«Мантіс» (англ. M.A.N.T.I.S.) — американський фантастичний бойовик 1994 року.

## Сюжет
Прикутий до інвалідного візка вчений створив форму екзо-скелет M.A.N.T.I.S, що перетворює його на супергероя і дає йому можливість боротися зі злочинною хвилею, яка охопила місто.

## У ролях
- Карл Ламблі — доктор Майлс Хокінс
- Боббі Хосі — Юрій Барнс
- Джина Торрес — доктор Емі Елліс
- Стів Джеймс — Антуан Пайк
- Обба Бабатунде — Корнелл
- Марсія Кросс — Ліла МакЕвен
- Венді Ракель Робінсон — помічник Гокінса
- Крістофер М. Браун — помічник Хокінса
- Філіп Бейкер Холл — Смітті
- Івонн Ферроу — Магда
- Френсіс З. МакКарті — шеф Старк
- Алан Фьюдж — капітан
- Грант Хеслов — знімальна група
- Луїс Рамос — телеоператор
- Біллі Кейн — ДеКарлос
- Джеремі Біркетт — Kid MG
- Декс Елліот Сандерс — L.T.
- Тео Форсетт — Джей
- Джеррі Блек — мер Бін
- Ларрон Тейт — Дей Дей
- Віселос Реон Шеннон — Скі
- Тьеррі Тернер — Рашан
- Мартін Девіс — Тодд
- Кімбл Джемісон — Кертіс
- Девід Фреско — автомобіліст
- Едвіна Мур — мати Джея
- Чарльз Хойс — поліцейський
- Люсі Лін — журналістка
- Усон Ілам — гангстер 1
- Річард Т. Джонс — гангстер 2
- Дейн Вінтерс — інтерв'юер
- Нельсон Паркс — службовець
- Мартін Кессіді — диспетчер
- Стів Хом — поліцейський на алеї
- Джермейн Шолдер — 10K Member
- Марк Фелан — секундант Старка
- Джин Аррінгтон — Реджі
- Річард Зобель — бездомний
- Марк Ейвері — охорона
- Робейр Сімс — головоріз
- Крейг Хоскін — пілот
- Джин ЛеБелл — бунтар (в титрах не вказаний)
- Сем Реймі — Рей (в титрах не вказаний)

## Цікаві факти
- Абревіатуру M.A.N.T.I.S. можна перекласти як — богомол.